# Breviparopus
Breviparopus Dutuit & Ouazzou, 1980 era un icnogenere di dinosauro erbivoro, appartenente alla famiglia Parabrontopodidae  durante il giurassico superiore, le cui impronte sono state rinvenute principalmente in Marocco.
Non è stato ritrovato alcun resto osseo del dinosauro autore delle tracce Breviparopus, ma in base alle dimensioni e alla distanza tra le tracce (da cui si è dedotto il passo e l'andatura), si ritiene possa essere stato un animale simile al Brachiosaurus, sebbene di dimensioni maggiori. Queste stime, del tutto aleatorie, porterebbero a ipotizzare un animale lungo all'incirca trenta metri o meno e con un peso di ottanta tonnellate. L'autore delle tracce Breviparopus sarebbe quindi uno dei più grandi dinosauri conosciuti.